# DNAウイルス
DNAウイルスとは、ゲノムとしてDNAをもつウイルスのこと。
ゲノムDNAから宿主細胞のRNAポリメラーゼを利用してmRNAを合成し、そのmRNAから蛋白質を合成するのがDNAウイルスの増殖経路である。
DNAウイルスはRNAウイルスと異なり、ゲノムの構造に多様性がない。ほとんどが二本鎖DNAウイルスであり、そうでないウイルスは一本鎖DNAウイルスのパルボウイルス科と不完全二本鎖DNAウイルスのヘパドナウイルス科だけである。DNAの構造はほとんどが線状であり、環状二本鎖DNAを有するのはパポバウイルス科（現在ではポリオーマウイルス科とパピローマウイルス科）だけである。なお、一本鎖DNAウイルスゲノムはそのままでは増殖できないので、宿主細胞のDNAポリメラーゼを使い二本鎖の状態を経て増殖する。また、ヘパドナウイルスは非常に特異的な増殖様式を取る。部分的に一本鎖がある不完全環状DNAを有するこのウイルスゲノムは宿主細胞内で完全な二本鎖DNAとなり、mRNAを合成する。そしてDNAの合成はそのmRNAを逆転写することで合成される。
DNAウイルスには、増殖の過程で生じたDNA複製のミスを修正する機構が備わっているので、RNAウイルスと比較すると遺伝子の変異が少ない。したがって、長期にわたって同じワクチンが使用可能であり、天然痘を予防接種によって根絶することができたのも、天然痘ウイルスがDNAウイルスであったためである。

## DNAウイルス
- ポックスウイルス科 - 天然痘ウイルス、エムポックスウイルス
- ヘルペスウイルス科 - 単純ヘルペスウイルス、水痘・帯状疱疹ウイルス、サイトメガロウイルス、EBウイルス
- アデノウイルス科 - アデノウイルス
- パポバウイルス科 - パピローマウイルス、JCウイルス
- パルボウイルス科 - パルボウイルス
- ヘパドナウイルス科 - B型肝炎ウイルス